# Torneo de Apertura ARUSA 2004
El Torneo de Apertura ARUSA de 2004 fue un torneo de rugby de primera división de Chile.
El campeón del torneo fue el club Universidad Católica.

## Participantes
| Equipo                     |
| -------------------------- |
| COBS                       |
| Stade Français             |
| PWCC                       |
| Alumni SC                  |
| Old Reds                   |
| Viña Rugby Club            |
| Old Boys                   |
| Universidad Católica       |
| Universidad Diego Portales |

## Fase final

### Semifinales
| 17 de abril de 2004 | Universidad Católica | 15 - 12 | Alumni SC |  |  |

| 17 de abril de 2004 | PWCC | 10 - 12 | Stade Français |  |  |

#### Final
| 8 de mayo de 2004 | Universidad Católica | 33 - 15 | Stade Français |  |  |

| Bandera de Chile             |
| Campeón Universidad Católica |